# سیارک ۲۱۵۶۱
سیارک ۲۱۵۶۱ (به انگلیسی: 21561 Masterman، نامگذاری:1998QR93) بیست و یک هزار و پانصد و شصت و یکمین سیارک کشف شده‌است که در ۲۸ اوت ۱۹۹۸ کشف شد.
قدر مطلق سیارک برابر ۳۷.۱ است.